# Fuscoptilia
Fuscoptilia là một chi bướm đêm thuộc họ Pterophoridae.

## Các loài
- Fuscoptilia emarginatus (Snellen, 1884)
- Fuscoptilia hoenei Arenberger, 1999
- Fuscoptilia jarosi Arenberger, 1991